# Indane-1,3-dione
L'indane-1,3-dione est un dérivé de l'indane. C'est un anticoagulant utilisé comme rodenticide. Certains de ses dérivés sont utilisés en médecine humaine.